# Xenophon P. Wilfley

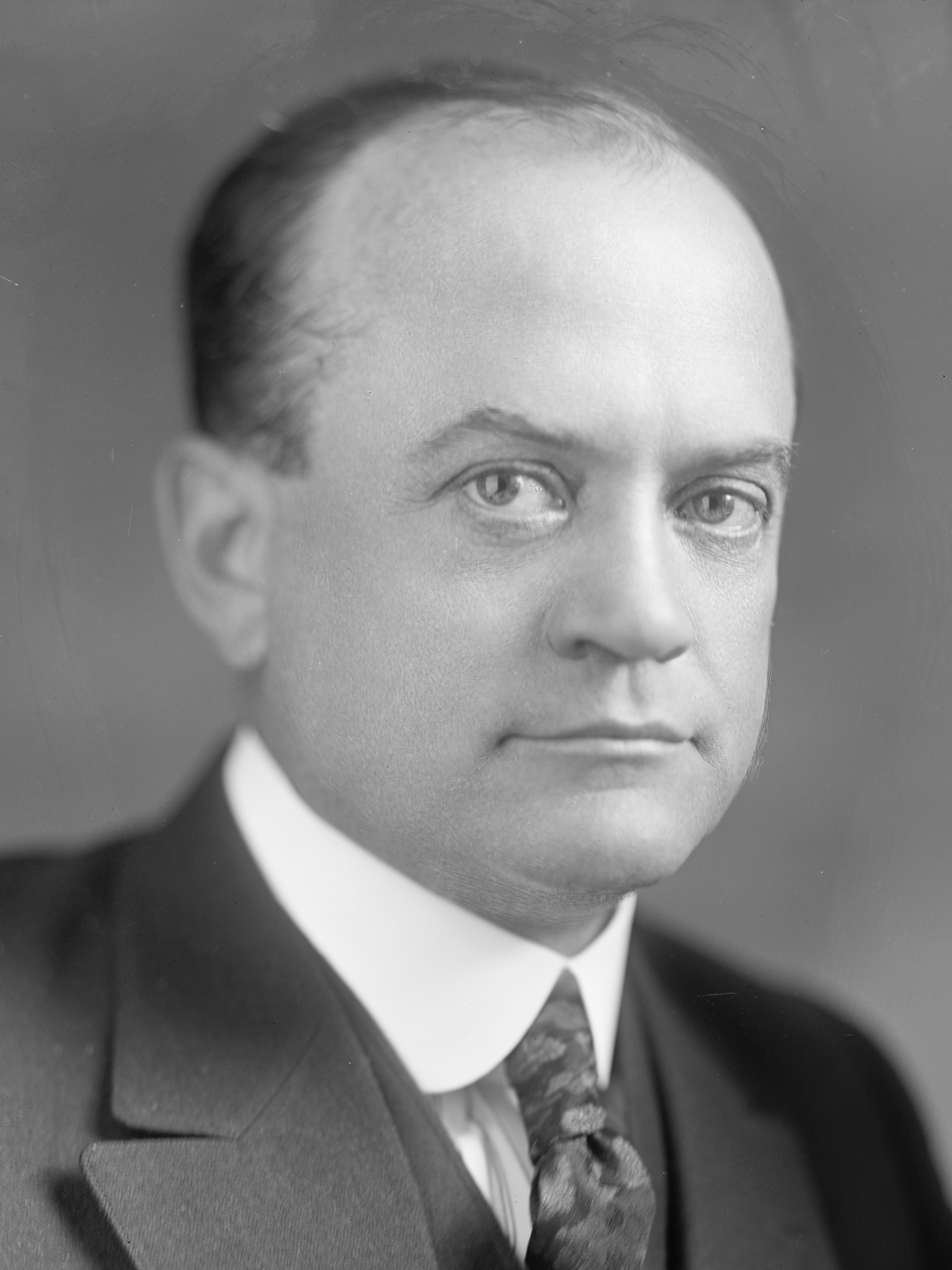
Xenophon P. Wilfley

Xenophon Pierce Wilfley, född 18 mars 1871 i Audrain County i Missouri, död 4 maj 1931 i Saint Louis i Missouri, var en amerikansk demokratisk politiker och advokat. Han representerade delstaten Missouri i USA:s senat 30 april-5 november 1918.
Wilfley studerade vid Clarksburg College och Central Methodist College (numera Central Methodist University). Han avlade sedan 1899 juristexamen vid Washington University in St. Louis. Han arbetade sedan som advokat i Saint Louis.
Senator William J. Stone avled 1918 i ämbetet och Wilfley blev utnämnd till senaten fram till fyllnadsvalet senare samma år. Han efterträddes som senator av Selden P. Spencer. Efter sin tid som senator återgick Wilfley till arbetet som advokat.
Wilfleys grav finns på Oak Grove Cemetery i Saint Louis.